# Bellanger-Denhaut BD-22
Il Bellanger-Denhaut BD-22, identificato anche con la sua designazione militare Bellanger-Denhaut HB.3, era un idroricognitore e bombardiere biplano a scafo centrale sviluppato dall'azienda francese Société anonyme des automobiles Bellanger Frères negli anni venti.
Venne proposto sul mercato dell'aviazione militare ed adottato dal Service de l'aéronautique maritime, l'allora designazione della componente aerea della Marine nationale (la marina militare francese).

## Storia del progetto
Al termine della prima guerra mondiale le commesse per l'industria aeronautica subirono un brusco arresto in tutta Europa costringendo le aziende francesi che operavano nel settore ad avviare una riorganizzazione. Ad esempio, le preoccupazioni nei profitti furono motivo di contrasto tra i fondatori della Donnet-Denhaut azienda con sede nella città di Neuilly-sur-Seine, dove l'imprenditore Jérôme Donnet era orientato a riconvertire la produzione nel settore automobilistico mentre François Denhaut, pioniere dell'aviazione francese, era fermamente convinto nel futuro degli idrovolanti. La Société anonyme des automobiles Bellanger Frères di Levallois, che durante il conflitto costruì su licenza il caccia Breguet Bre 14, decise invece di sviluppare ulteriormente il proprio settore aeronautico contattando a tale scopo Denhaut ritenuto uno specialista nella progettazione di idrovolanti.
Dopo aver avviato alcuni disegni di idrovolanti quadrimotore, nel 1921 Denhaut realizzò un modello bimotore con configurazione alare biplano-sesquiplana destinata ad operare in alto mare e con un'autonomia di 1 000 km. In occasione dell'ottava edizione del Salone dell'aeronautica di Parigi, nel dicembre 1922 l'azienda presentò al pubblico, presso il Grand Palais, un prototipo destinato al mercato dell'aviazione militare ed uno scafo della versione destinata al trasporto commerciale.
Il modello era caratterizzato da diverse soluzioni tecniche originali. La sezione centrale dell'ala formava un quadriedro rigido comprendente le sezioni alari rettangolari e gli insoliti montanti interalari più interni, con questi ultimi che integravano le gondole dei motori a loro volta supporto dei radiatori Lamblin. L'intera struttura era poi collegata alle due ali superiore ed inferiore tramite una serie di montanti verticali e diagonali che si diramavano dalle gondole. I due motori, posizionati in configurazione traente il più vicino possibile l'uno all'altro per ridurre l'influenza della coppia torcente, erano abbinati ad altrettante eliche in legno a passo fisso..
Vennero realizzati due prototipi inviati alla commissione esaminatrice della Section technique de l'aéronautique (STAé) la quale, dopo averli sottoposti ad una serie di test, ne attestò l'idoneità. La Marine nationale emise quindi un contratto per la fornitura di altri quattro esemplari, identificati come Bellanger-Benhaut HB3, versione idrovolante triposto da bombardamento e ricognizione, commessa completamente evasa nel 1924.
Nel frattempo l'Aéro-Club de France decise di organizzare una competizione aeronautica, la Course-croisière de la Méditerranée. Dopo le iniziali eliminatorie, tenute il 25 agosto 1923 a Saint-Raphaël, sul litorale della Costa Azzurra, i concorrenti rimasti furono invitati alla gara tenutasi tra il 1º ed il 5 settembre di quello stesso anno sul percorso Saint Raphaël-Bizerte-Berre con scalo ad Ajaccio
Il Bellanger-Denhaut della marina militare ai comandi di Duhamel e Kerambrun non riuscì a raggiungere Bizerte abbandonando la competizione ad Ajaccio. In quell'occasione degli otto modelli alla partenza solo l'FBA 17 ed il CAMS 33bis riuscirono a terminare il percorso e grazie a questa prestazione la Marine Nationale emise una commessa per 140 idrovolanti FBA 17 e 24 CAMS 33.
Il modello non ebbe una lunga carriera operativa: gli esemplari consegnati vennero utilizzati come equipaggiamento della base di Saint-Raphaël rimanendo operativi dal 1924 al 1928.

## Utilizzatori
Francia
- Service de l'aéronautique maritime

operò con cinque esemplari ridesignati HB.3.